# تييفي بيفوما
تييفي غيفان بيفوما كولوسا (بالفرنسية: Thievy Bifouma) (مواليد 13 مايو 1992) هو لاعب كرة قدم كونغولي يلعب حاليًا لصالح نادي برسيبولیس.

## إحصائيات

### المنتخب
آخر تحديث 25 يناير 2015.
| الكونغو | الكونغو | الكونغو |
| السنة   | الظهور  | الأهداف |
| ------- | ------- | ------- |
| 2014    | 7       | 2       |
| 2015    | 5       | 4       |
| المجموع | 12      | 6       |

### النادي
آخر تحديث 3 يناير 2015.
| النادي              | الموسم        | البطولة                        | الدوري | الدوري  | الكأس  | الكأس   | أخرى   | أخرى    | المجموع | المجموع |
| النادي              | الموسم        | البطولة                        | الظهور | الأهداف | الظهور | الأهداف | الظهور | الأهداف | الظهور  | الأهداف |
| ------------------- | ------------- | ------------------------------ | ------ | ------- | ------ | ------- | ------ | ------- | ------- | ------- |
| إسبانيول ب          | 2010–11       | الدوري الأسباني الدرجة الرابعة | 6      | 3       | —      | —       | —      | —       | 6       | 3       |
| إسبانيول            | 2010–11       | الدوري الأسباني الدرجة الأولى  | 2      | 0       | 0      | 0       | —      | —       | 2       | 0       |
| إسبانيول            | 2011–12       | الدوري الأسباني الدرجة الأولى  | 19     | 1       | 4      | 0       | —      | —       | 23      | 1       |
| إسبانيول            | 2012–13       | الدوري الأسباني الدرجة الأولى  | 0      | 0       | 0      | 0       | —      | —       | 0       | 0       |
| إسبانيول            | 2013–14       | الدوري الأسباني الدرجة الأولى  | 11     | 3       | 3      | 0       | —      | —       | 14      | 3       |
| إسبانيول            | المجموع       | المجموع                        | 32     | 4       | 7      | 0       | 0      | 0       | 39      | 4       |
| لاس بالماس          | 2012–13       | الدوري الأسباني الدرجة الثانية | 38     | 11      | 6      | 2       | —      | —       | 44      | 13      |
| ويست بروميتش ألبيون | 2013–14       | الدوري الإنجليزي الممتاز       | 6      | 2       | 0      | 0       | —      | —       | 6       | 2       |
| ألمريه              | 2014–15       | الدوري الأسباني الدرجة الأولى  | 14     | 1       | 1      | 0       | —      | —       | 15      | 1       |
| المجموع الكلي       | المجموع الكلي | المجموع الكلي                  | 96     | 21      | 14     | 2       | 0      | 0       | 110     | 23      |

## روابط خارجية
- صفحة اللاعب على موقع نادي إسبانيول
- تييفي بيفوما على موقع اتحاد تركيا (لاعب) (الإنجليزية)
- تييفي بيفوما على موقع قاعدة بيانات كرة القدم.إي يو (الإنجليزية)
- تييفي بيفوما على موقع ليكيب (الفرنسية)
- تييفي بيفوما على موقع ناشيونال فوتبول تيمز (الإنجليزية)
- تييفي بيفوما على موقع Soccerbase.com (لاعب) (الإنجليزية)
- تييفي بيفوما على موقع Soccerway.com (الإنجليزية)
- تييفي بيفوما على موقع عالم كرة القدم.نت (الإنجليزية)
- تييفي بيفوما على موقع AS.com (الإسبانية)
- صفحة اللاعب على سوكرواي